# Erdec-Burnu, Ismail
Erdec-Burnu, întâlnit și sub forma Ion Gheorghe Duca  (în ucraineană Утконосівка, transliterat: Utkonosivka) este un sat în comuna Sofian-Trubaiovca din raionul Ismail, regiunea Odesa, Ucraina. Are 4.316 locuitori, preponderent români.
Satul este situat la o altitudine de 20 metri, în partea centrală a raionului Ismail, pe malul vestic al lacului Catlabug. În dreptul localității se află un golf în care se varsă în lac râul Tașbunar. El se află la o distanță de 23 km est de centrul raional Ismail.
Până în anul 1947 satul a purtat denumirea oficială de Erdec-Burnu (în ucraineană Ердек-Бурну), în acel an el fiind redenumit Utkonosivka.

## Istoric
La 16 noiembrie 1485, în apropierea satului Erdec-Burnu de pe malul lacului Catalpug, a avut loc Bătălia de la Cătlăbuga în care oastea moldovenească a lui Ștefan cel Mare (1457-1504), cu ajutor polonez, a învins armata otomană condusă de Bali-beg Malcoci Oglu, pașa de Silistra. După descrierea cronicarului Grigore Ureche, "mai apoi, într-același an, Ștefan vodă, daca au scos vrăjmașii săi din țară și daca au răcitu vrémea și caii turcilor au slăbitu, au lovit pre Malcociu la Catlabuga, noiemvrie 16, de au topit toată oastea turcească. Într-aceasta bucurie, daca s-au întorsu Ștefan vodă, au zidit bisérica pre numele sfântului Nicolae în târgul Iașiloru" . În semn de mulțumire, Ștefan cel Mare a ctitorit Biserica Sfântul Nicolae Domnesc din Iași.
În secolul al XVIII-lea pe locul acestei localități s-a aflat tabăra tătarilor nogai, cu denumirea de Ördek-Burnu (în traducere "plisc de rață"). Satul Erdec-Burnu a fost fondat în 1752.
Prin Tratatul de pace de la București, semnat pe 16/28 mai 1812, între Imperiul Rus și Imperiul Otoman, la încheierea războiului ruso-turc din 1806 – 1812, Rusia a ocupat teritoriul de est al Moldovei dintre Prut și Nistru, pe care l-a alăturat Ținutului Hotin și Basarabiei/Bugeacului luate de la turci, denumind ansamblul Basarabia (în 1813) și transformându-l într-o gubernie împărțită în zece ținuturi (Hotin, Soroca, Bălți, Orhei, Lăpușna, Tighina, Cahul, Bolgrad, Chilia și Cetatea Albă, capitala guberniei fiind stabilită la Chișinău).
La începutul secolului al XIX-lea, conform recensământului efectuat de către autoritățile țariste în anul 1817, satul Erdecburnu făcea parte din Ocolul Izmailului a Ținutului Ismail .
Pentru a-și consolida stăpânirea asupra Basarabiei, autoritățile țariste au sprijinit începând de la începutul războiului stabilirea în sudul Basarabiei a familiilor de imigranți bulgari și găgăuzi din sudul Dunării, precum și a rascolnicilor, aceștia primind terenuri de la ocupanții ruși ai Basarabiei. În 1830, s-au stabilit aici câteva familii de coloniști bulgari.
În urma Tratatului de la Paris din 1856, care încheia Războiul Crimeii (1853-1856), Rusia a retrocedat Moldovei o fâșie de pământ din sud-vestul Basarabiei (cunoscută sub denumirea de Cahul, Bolgrad și Ismail). În urma acestei pierderi teritoriale, Rusia nu a mai avut acces la gurile Dunării. În urma Unirii Moldovei cu Țara Românească din 1859, acest teritoriu a intrat în componența noului stat România (numit până în 1866 "Principatele Unite ale Valahiei și Moldovei").
În urma Tratatului de pace de la Berlin din 1878, România a fost constrânsă să cedeze Rusiei sudul Basarabiei. În perioada de până la primul război mondial, s-au intensificat nemulțumirile țăranilor săraci cauzate de lipsa pământului.
După Unirea Basarabiei cu România la 27 martie 1918, satul Erdec-Burnu a făcut parte din componența României, în Plasa Bolgrad a județului Ismail. În perioada interbelică, satul a purtat și denumirea de Ion Gheorghe Duca, după numele omului politic liberal Ion Gh. Duca. Pe atunci, majoritatea populației era formată din români. La recensământul din 1930, s-a constatat că din cei 3.291 locuitori din sat, 3.252 erau români (98,81%), 25 greci (0,76%), 6 ucraineni, 3 ruși, 2 bulgari, 2 germani și 1 găgăuz. La 1 ianuarie 1940, din cei 3.850 locuitori ai satului, 3.828 erau români (99,43%), 14 greci și 8 bulgari.
Ca urmare a Pactului Ribbentrop-Molotov (1939), Basarabia, Bucovina de Nord și Ținutul Herța au fost anexate de către URSS la 28 iunie 1940. După ce Basarabia a fost ocupată de sovietici, Stalin a dezmembrat-o în trei părți. Astfel, la 2 august 1940, a fost înființată RSS Moldovenească, iar părțile de sud (județele românești Cetatea Albă și Ismail) și de nord (județul Hotin) ale Basarabiei, precum și nordul Bucovinei și Ținutul Herța au fost alipite RSS Ucrainene. La 7 august 1940, a fost creată regiunea Ismail, formată din teritoriile aflate în sudul Basarabiei și care au fost alipite RSS Ucrainene.
În perioada 1941-1944, toate teritoriile anexate anterior de URSS au reintrat în componența României. Apoi, cele trei teritorii au fost reocupate de către URSS în anul 1944 și integrate în componența RSS Ucrainene, conform organizării teritoriale făcute de Stalin după anexarea din 1940, când Basarabia a fost ruptă în trei părți. Un număr de 195 localnici au luptat în cel de-al doilea război mondial, 130 dintre ei murind pe front.
În anul 1947, autoritățile sovietice au schimbat denumirea oficială a satului din cea de Erdec-Burnu în cea de Utkonosîvka. În anul 1954, Regiunea Ismail a fost desființată, iar localitățile componente au fost incluse în Regiunea Odesa.
Începând din anul 1991, satul Erdec-Burnu face parte din raionul Ismail al regiunii Odesa din cadrul Ucrainei independente. În prezent, satul are 4.316 locuitori, preponderent români.

## Economie
Locuitorii satului Erdec-Burnu se ocupă în principal cu agricultura și cu zootehnia. Se cultivă cereale (porumb), legume, viță de vie și se cresc vite. Ferma din sat se ocupă cu producția de lapte.
Satul Erdec-Burnu este complet echipat cu instalații de irigații care își trag apa din lacul Catalpug - parte a Biosferei Delta Dunării. Datorită acestui lucru în sat se cultivă varză, roșii, castraveți, ardei etc. În marea lor majoritate, exploatațiile agricole au sere. Satul nu dispunde de un sistem de canalizare. Dispune însă de alimentare cu gaz.

## Cultura
În prezent, școala medie generală din satul Erdec-Burnu este o școală mixtă cu predare în limbile română și ucraineană .
În anul 1994 a fost înființat în sat un ansamblu folcloric intitulat “Dor basarabean” și condus de Viorel Popescu, profesor de muzică la școala din localitate. Ansamblul a fost de câteva ori invitat să dea spectacole și în România și în Republica Moldova. În ultimii ani, ansamblului folcloric “Dor basarabean” i s-a refuzat sistematic prezența pe scenă în Ucraina, din cauza faptului că membrii săi poartă costume populare cu brâu tricolor, cântă cântece populare românești și dansează “Călușarii”. Conducătorul ansamblului declara următoarele în anul 2009: "Ni se permite să dansăm și să cântăm doar piesele care fac parte oficial din folclorul Republicii Moldova. Am ajuns să jucăm «Călușul» numai în satul nostru...” 
În fiecare vară, este organizată în sat o veche tradiție, o trântă în care se întrec bărbații tineri și în putere ai satului. Acest eveniment este cunoscut astăzi sub numele “Pehlivanul satului”.

## Demografie
Componența lingvistică a comunei Erdec-Burnu
     Română (90,85%)
     Rusă (3,29%)
     Ucraineană (3,04%)
     Bulgară (2,02%)
     Alte limbi (0,18%)
Conform recensământului din 2001, majoritatea populației comunei Erdec-Burnu era vorbitoare de română (90,85%), existând în minoritate și vorbitori de rusă (3,29%), ucraineană (3,04%) și bulgară (2,02%).
1930: 3.291 (recensământ) 
1940: 3.850 (estimare)
2001: 4.316 (recensământ)

## Obiective turistice
- Monumentul eroilor sovietici din Marele Război pentru Apărarea Patriei
- Biserica Creștin-Ortodoxă Sfântul Mihai
- Muzeul Istorico-Etnografic.

## Personalități născute aici
- Elena Pintilei (n. 1968), specialistă în bibliologie, directoare a Bibliotecii Naționale a Republicii Moldova.